# Sasunaga apiciplaga
Sasunaga apiciplaga är en fjärilsart som beskrevs av W. Warren 1912. Sasunaga apiciplaga ingår i släktet Sasunaga och familjen nattflyn. Inga underarter finns listade.